# 무안초등학교 중산분교
무안초등학교 중산분교는 대한민국 경상남도 밀양시 무안면 사명대사생가로 312 (중산리)에 있었던 공립 초등학교이다.

## 학교 연혁
- 1937년 6월 21일 무안공립보통학교 중산간이학교로 설립 개교
- 1943년 6월 1일 무안공립국민학교 중산분교장 인가
- 1947년 8월 21일 중산국민학교 승격
- 1983년 4월 1일 병설유치원 개원
- 1996년 3월 1일 중산초등학교로 개칭
- 1997년 2월 20일 제49회 졸업식(누계 3216명)
- 1997년 3월 1일 무안초등학교 중산분교장
- 1999년 3월 1일 무안초등학교로 통폐합